# Alavus
Alavus (in svedese Alavo) è un comune finlandese di 11102 abitanti, situata nella regione dell'Ostrobotnia Meridionale.
La città ricopre un'area di 842,73 km² dei quali 52,23 km² sono acqua. La densità popolativa è perciò di 11,9 abitanti per ogni km².
Gran parte dell'industria ad Alavus è collegata alla costruzione: materiali, design e contrattori. Alavus ha 60 laghi con 324 km di costa.